# Oligaphorura ursi
Oligaphorura ursi är en urinsektsart som först beskrevs av Fjellberg 1984.  Oligaphorura ursi ingår i släktet Oligaphorura, och familjen blekhoppstjärtar. Arten är reproducerande i Sverige.